# 刑事収容施設及び被収容者等の処遇に関する法律
刑事収容施設及び被収容者等の処遇に関する法律（けいじしゅうようしせつおよびひしゅうようしゃとうのしょぐうにかんするほうりつ、平成17年法律第50号）は、刑事収容施設の管理運営と未決拘禁者、受刑者、死刑確定者などの被収容者等の処遇に関する日本の法律である。略称は刑事収容施設法、被収容者処遇法。
2005年（平成17年）5月25日公布、2006年（平成18年）5月24日施行。
2007年（平成19年）6月1日に、現代化が遅れていた未決拘禁者の処遇等を定めていた刑事施設ニ於ケル刑事被告人ノ収容等ニ関スル法律（旧監獄法）が廃止され、この法律で新たに規定が設けられた。

## 所管官庁
- 法務省矯正局
  - 成人矯正課
  - 少年矯正課 - 少年刑務所・少年院を所掌
- 警察庁長官官房総務課留置管理室 - 留置場を所掌
- 海上保安庁警備救難部 - 海上保安留置施設を所掌

なお、有事の際に自衛隊に捕らえられた捕虜を収容する場合は、捕虜の待遇に関するジュネーブ第三条約およびその国内法たる武力攻撃事態及び存立危機事態における捕虜等の取扱いに関する法律が適用され、防衛省隷下の陸上幕僚監部および陸上自衛隊警務隊本部が主務官庁となる。
法務省刑事局、保護局と連携して執行にあたる。

## 沿革

### 制定
この法律は、刑事施設ニ於ケル刑事被告人ノ収容等ニ関スル法律（旧監獄法、明治41年法律第28号）によって規定されていた内容のうち、「刑事収容施設」の管理運営と被収容者等の処遇に関する事項を新たに定めた法律である。制定当初の名称は、「刑事施設及び受刑者の処遇等に関する法律」というものであった。
この法律によって、刑務所・少年刑務所・拘置所など、これまで「監獄」と総称されていた行刑施設が「刑事施設」に改称された。
なお、この法律の制定に伴って、これまで行刑施設全般に関して規定していた旧監獄法が改正され、その題名が刑事施設ニ於ケル刑事被告人ノ収容等ニ関スル法律と改正された（附則15条）。
そして、後述の改正がされる2007年（平成19年）6月1日までは、「刑事施設及び受刑者の処遇等に関する法律」が受刑者の処遇に関して定める一方、刑事施設ニ於ケル刑事被告人ノ収容等ニ関スル法律（旧監獄法）が、未決拘禁者（被逮捕者・被勾留者など）と死刑確定者に関する事項を定めることとなった。

### 改正
その後、刑事施設及び受刑者の処遇等に関する法律の一部を改正する法律（受刑者処遇法改正法）が、2006年（平成18年）6月2日に第164回通常国会において成立し、同年6月8日に公布（平成18年法律第58号）、平成19年6月1日に施行された（施行期日につき平成19年政令第167号）。施行日より、本法は「刑事収容施設及び被収容者等の処遇に関する法律」という現在の題名に改められた。
この法改正は、第1に、本法によって規律されるようになった受刑者の処遇と、実質的な改正がされないまま旧監獄法によって規律されていた未決拘禁者・死刑確定者の処遇を、同等のものにするためのものである。
改正法施行に伴い、刑事施設ニ於ケル刑事被告人ノ収容等ニ関スル法律（旧監獄法）は廃止され、未決拘禁者・受刑者・死刑確定者の処遇はすべてこの法律によって規定されることになった。
第2に、刑事施設だけでなく、留置施設（警察署の留置場）及び海上保安留置施設（海上保安庁の収容施設）についても規定された。これらの施設は、旧監獄法上、代用監獄（代用刑事施設）として利用されていたが、法律上の設置根拠が存在せず、処遇に関する明確な規定もないなど、問題点が指摘されていた。そこで、改正法は、これらの施設の設置根拠及びその処遇を明確に規定することとし、留置施設における捜査部門と留置部門の分離を明確に規定し（改正後16条3項）、刑事施設の収容対象者について、受刑者・死刑確定者を除き、刑事施設への収容に代えて留置施設に留置することができる旨の代替収容の規定を整備した（改正後15条）。刑事施設、留置施設、海上保安留置施設を併せて刑事収容施設という。
法律名称が改められたのは、対象となる施設が刑事施設から刑事収容施設に拡大するとともに、処遇の対象についても、受刑者の処遇に加えて、未決拘禁者・死刑確定者等の処遇に関する事項も規定することとなったためである。

## 内容
- 法の目的
  - この法律は、刑事収容施設（刑事施設、留置施設及び海上保安留置施設をいう。）の適正な管理運営を図るとともに、被収容者、被留置者及び海上保安被留置者の人権を尊重しつつ、これらの者の状況に応じた適切な処遇を行うことを目的とする。（1条）。
- 刑事収容施設の定義
  - 刑事施設とは、「拘禁刑又は拘留の刑・・・の執行のため拘置される者、刑事訴訟法・・・の規定により勾留される者及び死刑の言渡しを受けて拘置される者を収容し、これらの者に対し必要な処遇を行う施設」をいう（3条）。具体的には、刑務所・少年刑務所・拘置所の3つをいう。
  - 留置施設とは、警察法及び刑事訴訟法の規定により、都道府県警察の警察官が逮捕する者又は受け取る逮捕された者であって、留置されるもの及びこれらの者が刑事訴訟法の規定により勾留される場合に刑事施設に収容することに代えて、留置施設に留置するものを留置し、これらの者に対し必要な処遇を行う施設とする。（14条）
  - 海上保安留置施設とは、海上保安庁法及び刑事訴訟法の規定により、海上保安官又は海上保安官補が逮捕する者又は受け取る逮捕された者であって、留置されるものを留置し、これらの者に対し必要な処遇を行う施設とする（25条）。刑事訴訟法の規定により勾留される場合になった者を収容はできない。
- 刑事施設の基本及びその管理運営に関する事項
  - 刑事施設の運営の透明性を確保するために、刑事施設視察委員会の設置、組織及び権限について定める。（7条）
- 被収容者の処遇
  1. 被収容者の権利及び義務の範囲を明らかにするとともに、その生活及び行動に制限を加える必要がある場合につき、その根拠及び限界を定める。
  2. 被収容者に対し、適正な生活条件の保障を図るとともに、医療、運動等その健康の維持のために適切な措置を講ずる。
  3. 受刑者に矯正処遇として作業を行わせるとともに、改善更生及び円滑な社会復帰を図るため必要な指導を行うものとすること。矯正処遇は、受刑者ごとに作成する処遇要領に基づき、必要に応じ、専門的知識及び技術を活用して行うこと。自発性及び自律性を涵養するため、生活や行動に対する制限は、受刑者処遇の目的を達成する見込みが高まるに従い順次緩和されるものとすること。改善更生の意欲を喚起するため、優遇措置を講ずるものとすること。一定の条件を備える受刑者について、円滑な社会復帰を図るため、職員の同行なしに外出及び外泊することを許すことができるものとすること。その他受刑者の改善更生の意欲を喚起し、社会生活に適応する能力の育成を図るための処遇方法を定める。
  4. 面会、信書の発受等の外部交通についての規定する。
  5. 一定の刑事施設の長の措置についての審査の申請、身体に対する違法な有形力の行使等についての事実の申告等の不服申立て制度を規定する。
- 労役場留置者、監置場留置者及び被監置者の処遇については、刑事施設被収容者の規定を準用。（289条）
- 刑事施設の長及び指定する職員は、刑事訴訟法の規定に基づき、刑事施設における犯罪について、特別司法警察職員となる規定の明文化
- 留置施設の基本及びその管理運営に関する事項
  - 留置施設の運営の透明性を確保するために、留置施設視察委員会の設置、組織及び権限について定める。（20条）

  1. 被収容者の権利及び義務の範囲、その生活及び行動に制限を加える必要がある場合につき、その根拠及び限界については、刑事施設の場合と同様な規定がある。
- 海上保安留置施設の基本及びその管理運営に関する事項
  - 収容期間が短期である（刑事訴訟法による拘留に移行した場合は収容できない）ため、視察委員会は設置されない

  1. 被収容者の権利及び義務の範囲、その生活及び行動に制限を加える必要がある場合につき、その根拠及び限界については、刑事施設の場合と同様な規定がある。

## 構成
- 第1編 総則 
  - 第1章 通則（第1条・第2条）
  - 第2章 刑事施設（第3条 - 第13条）
  - 第3章 留置施設（第14条 - 第24条）
  - 第4章 海上保安留置施設（第25条 - 第29条）
- 第2編 被収容者等の処遇
  - 第1章 処遇の原則（第30条 - 第32条）
  - 第2章 刑事施設における被収容者の処遇
    - 第1節 収容の開始（第33条・第34条）
    - 第2節 処遇の態様（第35条 - 第37条）
    - 第3節 起居動作の時間帯等（第38条・第39条）
    - 第4節 物品の貸与等及び自弁（第40条 - 第43条）
    - 第5節 金品の取扱い（第44条 - 第55条）
    - 第6節 保健衛生及び医療（第56条 - 第66条）
    - 第7節 宗教上の行為等（第67条・第68条）
    - 第8節 書籍等の閲覧（第69条 - 第72条）
    - 第9節 規律及び秩序の維持（第73条 - 第83条）
    - 第10節 矯正処遇の実施等 
      - 第1款 通則（第84条 - 第92条）
      - 第2款 作業（第93条 - 第102条）
      - 第3款 各種指導（第103条 - 第105条）
      - 第4款 社会復帰支援等（第106条 - 第108条）
      - 第5款 未決拘禁者としての地位を有する受刑者（第109条）

    - 第11節 外部交通 
      - 第1款 受刑者についての留意事項（第110条）
      - 第2款 面会 
        - 第1目 受刑者（第111条 - 第114条）
        - 第2目 未決拘禁者（第115条 - 第118条）
        - 第3目 未決拘禁者としての地位を有する受刑者（第119条）
        - 第4目 死刑確定者（第120条 - 第122条）
        - 第5目 未決拘禁者としての地位を有する死刑確定者（第123条）
        - 第6目 各種被収容者（第124条・第125条）

      - 第3款 信書の発受 
        - 第1目 受刑者（第126条 - 第133条）
        - 第2目 未決拘禁者（第134条 - 第136条）
        - 第3目 未決拘禁者としての地位を有する受刑者（第137条・第138条）
        - 第4目 死刑確定者（第139条 - 第141条）
        - 第5目 未決拘禁者としての地位を有する死刑確定者（第142条）
        - 第6目 各種被収容者（第143条・第144条）

      - 第4款 被告人又は被疑者である被収容者の面会及び信書の発受（第145条）
      - 第5款 電話等による通信（第146条・第147条）
      - 第6款 外国語による面会等（第148条）

    - 第12節 賞罰（第149条 - 第156条）
    - 第13節 不服申立て 
      - 第1款 審査の申請及び再審査の申請（第157条 - 第162条）
      - 第2款 事実の申告（第163条 - 第165条）
      - 第3款 苦情の申出（第166条 - 第168条）
      - 第4款 雑則（第169条・第170条）

    - 第14節 釈放（第171条 - 第175条）
    - 第15節 死亡（第176条・第177条）
    - 第16節 死刑の執行（第178条・第179条）

  - 第3章 留置施設における被留置者の処遇 
    - 第1節 留置の開始（第180条・第181条）
    - 第2節 処遇の態様等（第182条・第183条）
    - 第3節 起居動作の時間帯等（第184条・第185条）
    - 第4節 物品の貸与等及び自弁（第186条 - 第190条）
    - 第5節 金品の取扱い（第191条 - 第198条）
    - 第6節 保健衛生及び医療（第199条 - 第204条）
    - 第7節 宗教上の行為（第205条）
    - 第8節 書籍等の閲覧（第206条 - 第209条）
    - 第9節 規律及び秩序の維持（第210条 - 第215条）
    - 第10節 外部交通 
      - 第1款 面会（第216条 - 第220条）
      - 第2款 信書の発受（第221条 - 第227条）
      - 第3款 外国語による面会等（第228条）

    - 第11節 不服申立て 
      - 第1款 審査の申請及び再審査の申請（第229条・第230条）
      - 第2款 事実の申告（第231条・第232条）
      - 第3款 苦情の申出（第233条 - 第235条）
      - 第4款 雑則（第236条・第237条）

    - 第12節 釈放（第238条）
    - 第13節 死亡（第239条）
    - 第14節 法務大臣との協議（第240条）

  - 第4章 海上保安留置施設における海上保安被留置者の処遇 
    - 第1節 留置の開始（第241条・第242条）
    - 第2節 処遇の態様（第243条）
    - 第3節 起居動作の時間帯（第244条）
    - 第4節 物品の貸与等及び自弁（第245条）
    - 第5節 金品の取扱い（第246条 - 第253条）
    - 第6節 保健衛生及び医療（第254条 - 第256条）
    - 第7節 宗教上の行為（第257条）
    - 第8節 書籍等の閲覧（第258条 - 第260条）
    - 第9節 規律及び秩序の維持（第261条 - 第264条）
    - 第10節 外部交通 
      - 第1款 面会（第265条 - 第268条）
      - 第2款 信書の発受（第269条 - 第273条）
      - 第3款 外国語による面会等（第274条）

    - 第11節 不服申立て 
      - 第1款 審査の申請及び再審査の申請（第275条・第276条）
      - 第2款 事実の申告（第277条・第278条）
      - 第3款 苦情の申出（第279条 - 第281条）
      - 第4款 雑則（第282条・第283条）

    - 第12節 釈放（第284条）
    - 第13節 死亡（第285条）
- 第3編 補則 
  - 第1章 代替収容の場合における刑事訴訟法等の適用（第286条）
  - 第2章 労役場及び監置場（第287条 - 第289条）
  - 第3章 司法警察職員（第290条）
  - 第4章 条約の効力（第291条）
  - 第5章 罰則（第292条・第293条）
- 附則